# Anthurium draconopterum
Anthurium draconopterum är en kallaväxtart som beskrevs av Luis Aloysius, Luigi Sodiro. Anthurium draconopterum ingår i släktet Anthurium och familjen kallaväxter. Inga underarter finns listade.